# Accident du téléphérique de Cavalese
Ne doit pas être confondu avec Catastrophe du téléphérique de Cavalese.
L'accident du téléphérique de Cavalese est survenu le 3 février 1998 près de la ville de Cavalese, une station de sports d'hiver dans les Alpes de Fiemme, à quarante kilomètres au nord-est de Trente. Vingt personnes meurent quand un avion de type Grumman EA-6 Prowler de l'United States Marine Corps vole trop bas et coupe le câble d'un téléphérique.
Le pilote, le captain Richard J. Ashby, et son navigateur, le captain Joseph Schweitzer, ont été poursuivis aux États-Unis et jugés non coupables d'homicide involontaire et d'homicide par négligence. Plus tard, ils ont été condamnés pour obstruction à la justice et mauvaise conduite pour avoir détruit une cassette vidéo du vol. Le désastre et l'acquittement créèrent des tensions entre les États-Unis et l'Italie.

## Déroulement
Le 3 février 1998, un EA-6B Prowler, BuNo (bureau number) 163045, 'CY-02', callsign Easy 01, un avion pour la guerre électronique du Marine Tactical Electronic Warfare Squadron 2 (en) des United States Marine Corps était en mission d'entraînement au vol à basse altitude. À 14 h 13, il rompt le câble soutenant un téléphérique depuis Cavalese. L'avion volait à 870 km/h et à une altitude entre 80 et 100 m. Quand il atteint approximativement les coordonnées 46° 17′ 01″ N, 11° 28′ 02″ E, l'aile droite de l'avion heurte les câbles soutenant le téléphérique. Vingt personnes descendant de mont Cermis tombent de 80 m quand le câble se rompt et meurent sur le coup,. L'avion a subi des dommages aux ailes et à la queue, mais a pu retourner à la base aérienne d'Aviano 

## Victimes
Parmi les vingt personnes tuées dans l'accident, à savoir dix-neuf passagers et l'opérateur de la cabine, se trouvaient sept Allemands, cinq Belges, trois Italiens, deux Polonais, deux Autrichiens et un Néerlandais.
| Nationalité | Total |
| ----------- | ----- |
| Allemagne   | 7     |
| Belgique    | 5     |
| Italie      | 3     |
| Pologne     | 2     |
| Autriche    | 2     |
| Pays-Bas    | 1     |
| Total       | 20    |

## Conséquences

### Réactions
Le président américain Bill Clinton a présenté des excuses officielles et promis une compensation monétaire. Thomas M. Foglietta (en), ambassadeur des États-Unis posté en Italie à l'époque, s'est rendu sur le lieu de l'accident et s'est agenouillé en prière, présentant ses excuses au nom des États-Unis.
En Italie, où l'événement a reçu le nom de Strage del Cermis (« Massacre du mont Cermis »), la pratique du vol à basse altitude a été fortement critiquée et certains politiciens ont appelé à une réévaluation de la réglementation ou à une interdiction totale de tels exercices de vol, bien que le vol à basse altitude soit déjà illégal dans cette région.

### Premier procès
Les procureurs italiens voulaient que les quatre marines soient jugés en Italie, mais un tribunal italien a reconnu que les traités de l'Organisation du traité de l'Atlantique nord (OTAN) plaçaient l'enquête sous la juridiction des tribunaux militaires américains.
Initialement, les quatre hommes à bord de l'avion ont été inculpés, mais seuls le pilote, le capitaine Richard J. Ashby, et son navigateur, le capitaine Joseph Schweitzer, ont été jugés et inculpés de vingt chefs d'accusation pour homicide involontaire et homicide par négligence. Le procès du capitaine Ashby a eu lieu à Camp Lejeune, en Caroline du Nord. Il a été déterminé que les cartes de navigations à bord n'indiquaient pas la présence des câbles du téléphérique et que l'avion volait un peu plus vite et considérablement plus bas que ce qui était autorisé par la réglementation militaire. Les restrictions en vigueur à l'époque exigeaient une hauteur de vol minimale de 2 000 pieds (610 m) ; le capitaine Ashby a déclaré qu'il pensait qu'ils étaient à une altitude de 1 000 pieds (305 m). Le câble a été coupé à une hauteur de 360 pieds (110 m). Ashby a en outre affirmé que l'altimètre de son avion fonctionnait mal et qu'il n'était pas au courant des restrictions de vitesse.
En mars 1999, le jury a acquitté Ashby, indignant le public italien. Les accusations d'homicide involontaire contre le capitaine Schweitzer ont ensuite été abandonnées.

### Second procès
Ashby et Schweitzer ont été traduits en cour martiale une seconde fois pour obstruction à la justice et mauvaise conduite, en raison du fait qu'ils ont détruit une bande vidéo enregistrée dans l'avion le jour de la catastrophe. L'existence et la destruction de cette bande vidéo n'ont été portées à l'attention des enquêteurs militaires qu'en août 1998, les deux autres membres de l'équipage, les capitaines Chandler P. Seagraves et William L. Raney, ont bénéficié de l'immunité de témoignage et ont choisi de révéler « toute la vérité » sur l'accident.
Ashby et Schweitzer ont été reconnus coupables en mai 1999 ; tous deux ont été démis de leurs fonctions et Ashby a été condamné à six mois de prison, puis a été libéré après quatre mois et demi pour bonne conduite. Schweitzer a conclu un accord de plaidoyer qui a été pleinement révélé après que le jury militaire a délibéré sur la peine encourue. L'accord en question l’empêchait de purger une peine de prison, mais cela ne l’empêchait pas d’obtenir un non-lieu.
Dans leur appel, Ashby et Schweitzer ont demandé un réexamen de leur procès, contestant leurs renvois de l'armée afin d'avoir droit aux avantages militaires. Ils ont affirmé que lors du premier procès, l'accusation et la défense avaient secrètement convenu d'abandonner les accusations d'homicide involontaire et d'homicide par négligence, mais de maintenir l'accusation d'entrave à la justice, afin de satisfaire les demandes venant de la justice italienne. L'appel de Schweitzer a été rejeté en novembre 2007. Les décisions de la Cour d'appel des forces armées ont été rendues disponibles en août 2009.

### Rapport officiel américain
Dans le rapport d'enquête officiel, rédigé le 10 mars 1998 et signé par le lieutenant général Peter Pace , le Corps des Marines américain était d'accord avec les résultats d'enquête de la justice italienne. L'enquête a été menée par le général Michael DeLong, aux côtés des colonels de l'armée italienne Orfeo Durigon et Fermo Missarino. Le document a été gardé secret jusqu'à ce que le journal italien La Stampa obtienne légalement une copie des archives américaines et la publie le 13 juillet 2011.
Ils ont déterminé que l'équipage du Grumman EA-6 Prowler volait trop bas et à une vitesse trop élevée par rapport à leur altitude. Les enquêteurs ont suggéré que des mesures disciplinaires soient prises contre les pilotes, que les États-Unis devaient assumer l'entière responsabilité de ce qui s'est passé et que les proches des victimes avaient droit à une compensation financière.
La commission a constaté que l'escadron avait été déployé à la base aérienne Aviano le 27 août 1997, avant la publication de nouvelles directives du gouvernement italien interdisant le vol d'avions militaires en dessous de 2 000 pieds (610 m) dans le Trentin-Haut-Adige. Tous les pilotes de l'escadron ont reçu une copie de la directive, qui a ensuite été retrouvée, non ouverte, dans le cockpit de l'EA-6B impliqué, avec des cartes indiquant le tracé des câbles du téléphérique. Dans le rapport, les pilotes ont été généralement décrits comme bien élevés et sains d'esprit, sans aucun cas antérieur de toxicomanie ou de stress psychologique.
Le 2 février, Schweitzer a planifié l'itinéraire de vol d'une mission d'entraînement à basse altitude à l'aide de documents obsolètes. Il s'est avéré que le commandant de l'escadron, le lieutenant-colonel Muegge, et ses assistants, les capitaines Roys, Reco, Watton et Caramanian, n'avaient pas alerté le navigateur des nouvelles règles concernant la limitation de l'altitude de vol, peut-être parce que le vol en question avait un plancher inférieur de 1 000 pieds (300 m) par rapport à l'altitude minimale autorisée, de quoi être en sécurité avec n'importe quel obstacle dans le secteur. Le rapport comprenait également une interview avec le commandant de la 31e Escadre de chasse, qui a déclaré que le lieutenant-colonel Muegge lui avait avoué que lui et son équipage, à l'exception du capitaine Ashby, étaient conscients des règles concernant la limitations de l'altitude de vol.
Le matin de l'accident, l'avion a subi une maintenance en raison d'une défaillance du système mesurant les forces g en vol; qui a ensuite été remplacé. L'altimètre radar a été vérifié et signalé comme étant dans un état normal. Après la catastrophe, Ashby a rapporté que l'altimètre n'avait jamais émis d'avertissement de basse altitude, mais cela est contesté et hautement improbable ; au moment de l'accident, l'altimètre était réglé pour émettre une alerte à une altitude de 800 pieds (240 m), alors que l'avion volait à moins de 400 pieds (120 m).
Le capitaine Ashby était qualifié pour les vols à basse altitude et il lui était strictement interdit de passer sous les câbles du téléphérique. Sa dernière mission de formation de ce type avait eu lieu plus de six mois auparavant, le 3 juillet. Le rapport inclut le suivi des vols depuis un avion AWACS situé à proximité. Le document fait état de la présence d'un caméscope à bord de l'avion, mais il était vierge après que Schweitzer ait pris la cassette originale et l'ait ensuite brûlée. Il a avoué en 2012 qu'il avait brûlé la cassette contenant les preuves incriminantes à son retour à la base aérienne d'Aviano.

### Dédommagements
En février 1999, les familles des victimes ont chacune reçu 65 000 dollars américains à titre d'aide immédiate du gouvernement italien.
En mai 1999, le Congrès des États-Unis a rejeté un projet de loi qui aurait permis la création d'un fonds d'indemnisation de 40 millions de dollars pour les familles des victimes.
En décembre 1999, le Parlement de la République italienne a approuvé un plan de compensation monétaire pour les familles, à raison d'1,9 million de dollars par victime. Les traités de l'OTAN obligeaient le gouvernement américain à payer 75 % de cette compensation, ce qu'il a fait par la suite.